# KFUK-KFUM
KFUK-KFUM är förkortning för Kristliga Föreningen av Unga Kvinnor och Kristliga Föreningen av Unga Män. Rörelsens symbol, den röda triangeln, står för en helhetssyn på människan i form av kropp, själ och ande.
Rörelsen bildades som en organisation för unga män. Så småningom bildades systerorganisationer för kvinnor, internationellt och i många länder. I en del länder har de två organisationerna förenats och i en del länder har KFUM verksamhet också för kvinnor, men internationellt och i många länder är organisationerna självständiga.
KFUK-KFUM Sverige kallar sig KFUM, där M ska utläsas Människor. I Tyskland har man gjort motsvarande beslut.

## Historik

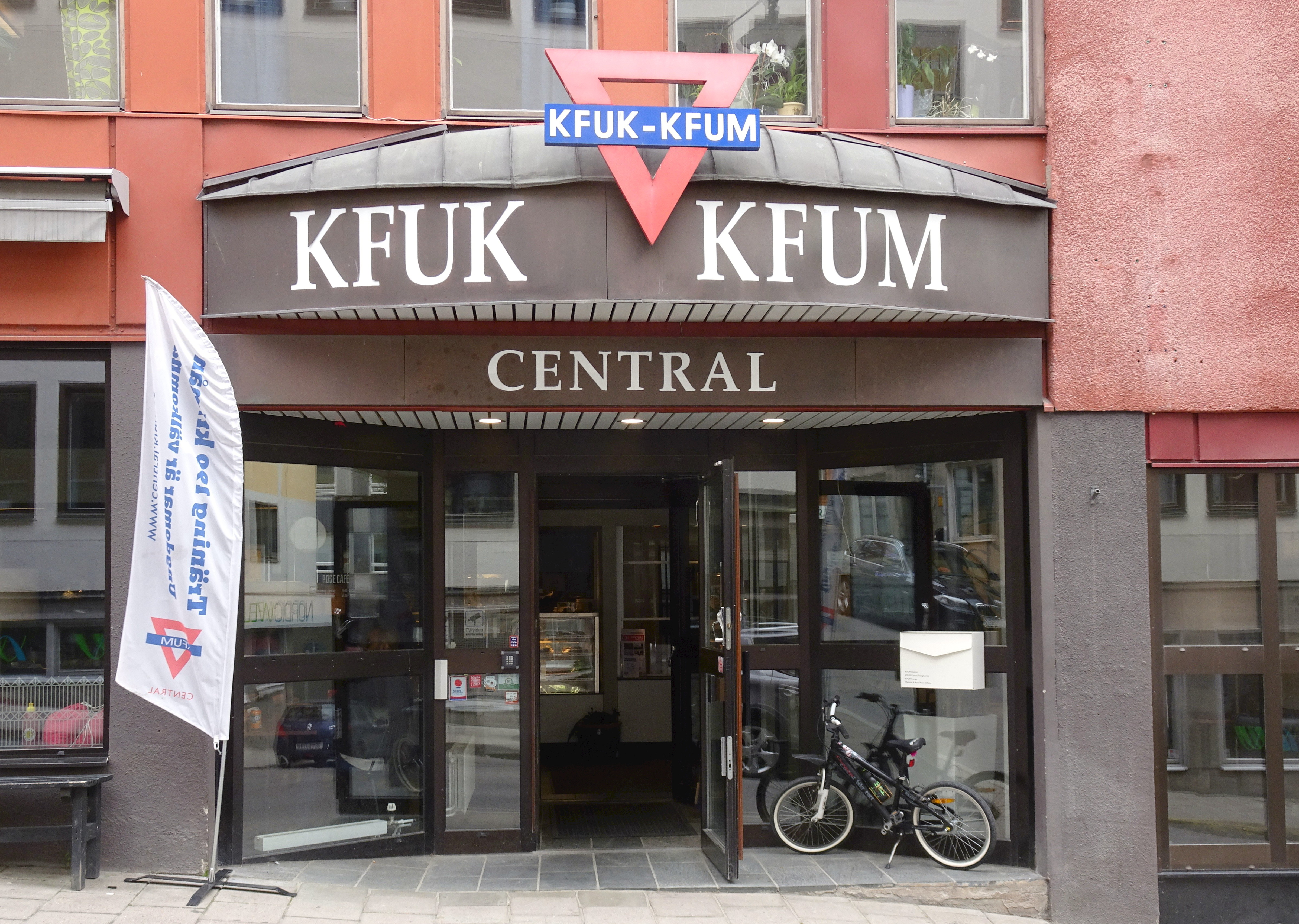
Entré till KFUK-KFUM huset, Rosengatan 1 i Stockholm.

På engelska heter KFUM-rörelsen YMCA (som står för Young Men’s Christian Association) och bildades av George Williams (1821–1905) den 6 juni 1844 på adressen 72 St. Paul's Yard i London. KFUK heter på engelska YWCA (Young Women’s Christian Association) och bildades 1855. Fokus är dels aktiviteter som kan befrämja hälsa och personlig utveckling, dels hjälp till behövande, och i många länder drivs ungdomshärbärgen. Idag finns det över 55 miljoner medlemmar i KFUK-KFUM-rörelsen i mer än 130 länder, varav över 70 000 i Sverige, i hundratals lokala verksamheter.
I Sverige inledde KFUK sin verksamhet 1885 och KFUM 1887. Den gemensamma riksorganisationen KFUK-KFUM:s Riksförbund bildades 1966. Den svenska riksorganisationen arbetar främst med riksgemensam information, ideologi och internationellt arbete.
I Massachusetts i USA uppfanns först basket 1891 av en kanadensisk KFUM-lärare. Likaså volleybollen 1895 av en annan KFUM-lärare, för att ha utmanande icke-våldssporter i lag för inomhussäsongen. KFUK-KFUM i England var första organisation att 1908 börja bedriva Baden-Powells scouting och KFUK-KFUM var bland de första organisationerna i Sverige som upptog och spred tidigt scouting, basket och volleyboll. Softball och racquetball togs också fram inom KFUM.
Idag är skateboard en ny verksamhetsform. Musik och annan kultur är också viktigt och många ungdomar har engagerats i lokala KFUM-orkestrar. Verksamhet bedrivs inte sällan i Ungdomens hus.